# Prix de la publication Infinity Award
 (avril 2024).
Si vous disposez d'ouvrages ou d'articles de référence ou si vous connaissez des sites web de qualité traitant du thème abordé ici, merci de compléter l'article en donnant les références utiles à sa vérifiabilité et en les liant à la section « Notes et références ».
Le prix de la publication Infinity Award est l'un des prix décernés par les Infinity Awards depuis 1985.

## Liste des lauréats
- 1985 : Photo Poche, Centre national de la photographie
- 1986 : Let Truth Be the Prejudice, W. Eugene Smith. Aperture
- 1987 : New York to Nova Scotia, Robert Frank, Musée des beaux-arts de Houston
- 1988 : Desert Cantos, Richard Misrach, University of New Mexico Press
- 1989 : Exiles, Josef Koudelka, Centre national de la photographie
- 1990 : On the Art of Fixing a Shadow, Bulfinch Press
- 1991 : Unguided Tour, Sylvia Plachy, Aperture
- 1992 : Passage, Irving Penn, Alfred A. Knopf et Callaway Editions
- 1993 : The New York School of Photographs 1936-1963, Jane Livingston, Stewart, Tabori & Chang, Inc.
- 1994 : Workers: An Archaeology of the Industrial Age, Sebastião Salgado et Lélia Wanick Salgado, Aperture
- 1995 : Americans We, Photographs and Notes, Eugene Richards, Aperture
- 1996 : The Silence, Gilles Peress, Scalo
- 1997 : The Killing Fields, Chris Riley and Douglas Niven, Editors, Twin Palms Publishers
- 1998 : REQUIEM by the Photographers Who Died in Vietnam and Indochina, Horst Faas et Tim Page, Editors, Random House
- 1999 : Juárez: The Laboratory of Our Future, Charles Bowden, Aperture
- 2000 : Sumo, Helmut Newton, Taschen
- 2001 : Unclassified: A Walker Evans Anthology, Jeff L. Rosenheim et Douglas Eklund, Scalo
- 2002 : Kiosk: A History of Photojournalism, Robert Lebeck et Bodo von Dewitz, Steidl
- 2003 : Hide That Can, Deirdre O'Callaghan, Trolley Ltd.
- 2004 : Diane Arbus: Revelations, Doon Arbus et Elizabeth Sussman, Random House
- 2005 : Lodz Ghetto Album: Photographys by Henryk Ross, Chris Boot Ltd.
- 2006 : Things As They Are, Photojournalism in Context Since 1955, Chris Boot Ltd.
- 2007 : Sommes:nous ?, Tendance floue
- 2008 : An American Index of the Hidden and Unfamiliar, Taryn Simon
- 2009 - Desert Cities, Aglaia Konrad
- 2010 - Looking In: Robert Frank's "The Americans", Sarah Greenough
- 2011 - From Here to There: Alec Soth’s America, Alec Soth
- 2012 - The Worker Photography Movement [1926–1939], Musée national centre d'art Reina Sofía
- 2013 - The Afronauts, Cristina de Middel
- 2014 - Holy Bible, Adam Broomberg et Oliver Chanarin (en)
- 2015 - The Notion of Family, LaToya Ruby Frazier

## Référence
- (en) Cet article est partiellement ou en totalité issu de l’article de Wikipédia en anglais intitulé « Infinity Awards » (voir la liste des auteurs).